# Electrodializă
Electrodializa este un proces de dializă produs sub acțiunea unei diferențe de potențial electric, în care electrozii sunt atașați de o parte și de alta a unei membrane. Electrodializa este folosită la purificarea apei, la impregnarea stofelor, la tăbăcirea pieilor etc.

## Limitări
Electrodializa nu poate elimina compușii cu mase moleculare mari sau cu mobilitate electrică redusă, doar speciile ionice cu mase atomice mici.